# Alexander Volchkov
Aleksandr Fiódorovich Volchkov (en ruso: Александр Фёдорович Волчков, 1902 - 1978) fue un coronel de justicia y abogado soviético que sirvió como magistrado suplente, siendo titular Iona Nikítchenko, representando a la Unión Soviética durante los Juicios de Núremberg contra los principales criminales de guerra.

## Biografía
Aleksandr Volchkov comenzó trabajando en el Comisariado del Pueblo de Asuntos Exteriores de la Unión Soviética. Durante muchos años, Volchkov estuvo empleado en la oficina del fiscal y también trabajó en la embajada soviética en Gran Bretaña. Trató diversas cuestiones del Derecho Internacional, y trabajó en los años previos a la Segunda Guerra Mundial como profesor de Derecho. Tras el término de la guerra, gracias a sus conocimientos del Derecho y de inglés, fue nombrado representante adjunto de la Unión Soviética en el tribunal que debía juzgar a 24 jerarcas nazis en los Juicios de Núremberg.
Se sabe que tanto Aleksandr Volchkov como Iona Nikítchenko, a la sazón titular soviético, siempre llevaban sus uniformes militares durante las sesiones del Tribunal. Los otros miembros del tribunal intentaron en vano persuadirlos de que se pusieran túnicas negras como las que habitúan a llevar los magistrados. Tanto Nikítchenko como Volchkov respondieron a las demandas de que la indumentaria militar debería ser el único punto de venta de un juez del Tribunal Internacional. Volchkov y Nikítchenko fueron a menudo referidos en el proceso como "jueces con un curso difícil" porque estaban entre los abogados que no se comprometieron.
Más adelante, Volchkov se convirtió en profesor de Derecho en la Universidad Rusa de la Amistad de los Pueblos, cargo que ocupó durante la década de 1960 y 1970. Falleció en 1978.